# Cortínez
Cortínez (también denominada Cortines como se observa en su estación de trenes o el mástil histórico) es una localidad argentina ubicada en el partido de Luján, en la provincia de Buenos Aires. Fundada el 23 de mayo de 1888, se encuentra a 10 km al oeste de la ciudad de Luján, sobre la Ruta Nacional 7.

## Población
Contaba con 1,305 habitantes (Indec, 2001), lo que representa un incremento del 7,76 % frente a los 1,211 habitantes (Indec, 1991) del censo anterior.

## Historia

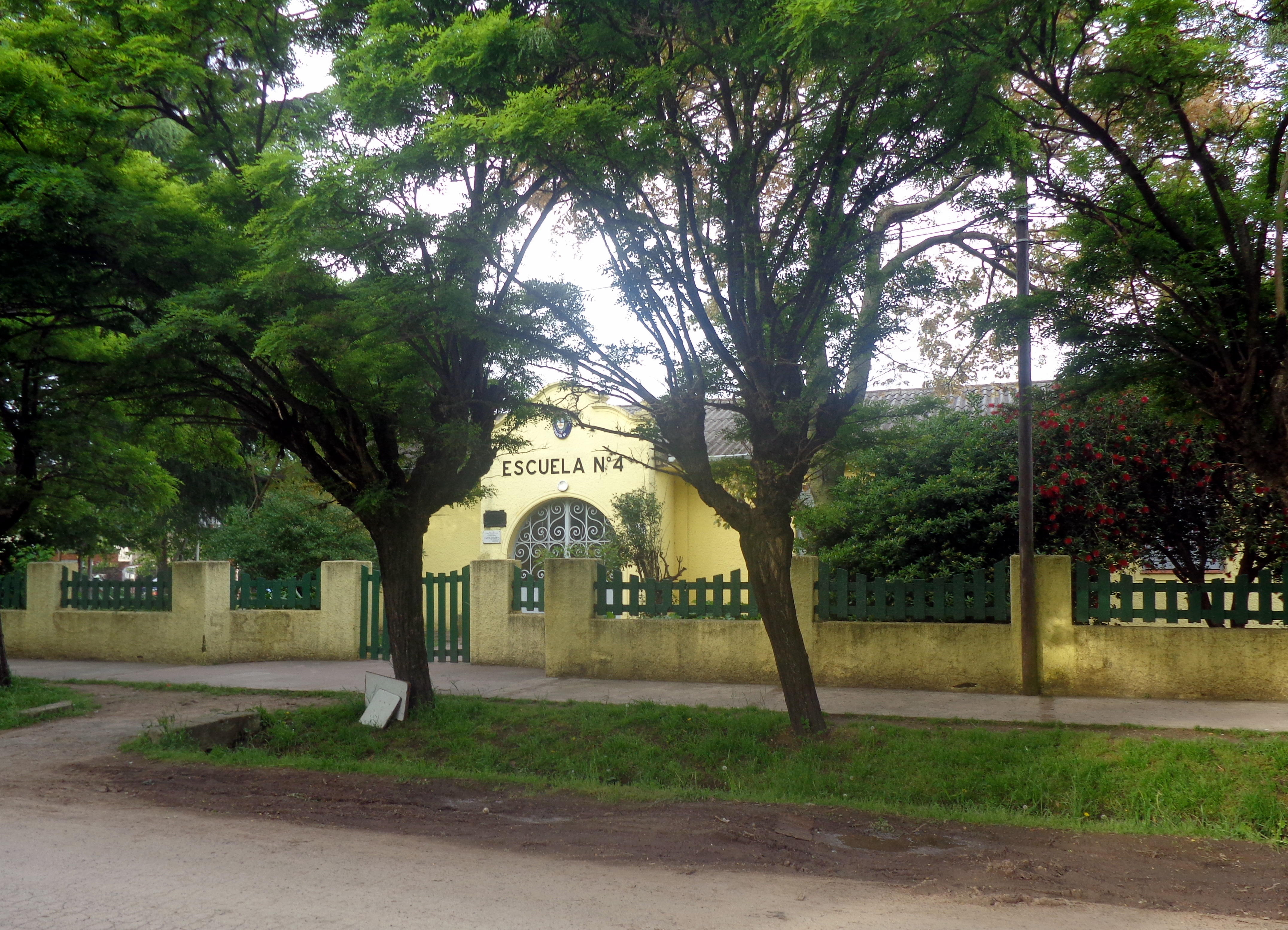
Escuela número 4.

El pueblo surgió con la llegada del “Ferrocarril Buenos Aires al Pacífico”, que tuvo su primer servicio a Mercedes (Bs.As) el 25 de marzo de 1888. Esta red se nacionalizó en 1948, durante la presidencia de Juan Domingo Perón, y pasó a ser parte de la nueva compañía estatal Ferrocarril General San Martín, que en la actualidad presta servicio directo desde la terminal ferroviaria Retiro, en la Ciudad de Buenos Aires, hacia el oeste del país, llegando a Mendoza y San Juan, atravesando las provincias de Buenos Aires, Santa Fe, Córdoba y San Luis. Es así que el paso del FF.CC. impulsó la edificación de la Estación en terrenos cedidos por Domingo Amestoy, a fin de transportar cereales y leche producidos en la zona, impulsando la venida de nuevos pobladores en las cercanías de la estación.
El 4 de septiembre de 2010 se derrumbó gran parte del viejo e histórico galpón de acopio de cereales de la estación de ferrocarril. Si bien la principal causa fue un fuerte viento, los años de desidia minaron la estructura del edificio, que a la fecha se encuentra sin miras de restauración.
La Estación se encuentra en el "km 86" del ramal. Hasta julio de 2016 mantenía servicios de pasajeros sin tener parada programada en la estación Cortínez, aunque el tren se detenía si avistaba pasajeros o si los mismos requerían bajar en la estación. El mismo se encuentra suspendido hasta nuevo aviso. Pasa por la estación el tren semanal Retiro-Rufino de Trenes Argentinos, sin detención de ningún tipo.
También transitan convoyes de carga en ambos sentidos, de la empresa estatal Trenes Argentinos Cargas sin parada de ningún tipo en la estación del pueblo.

## Toponimia

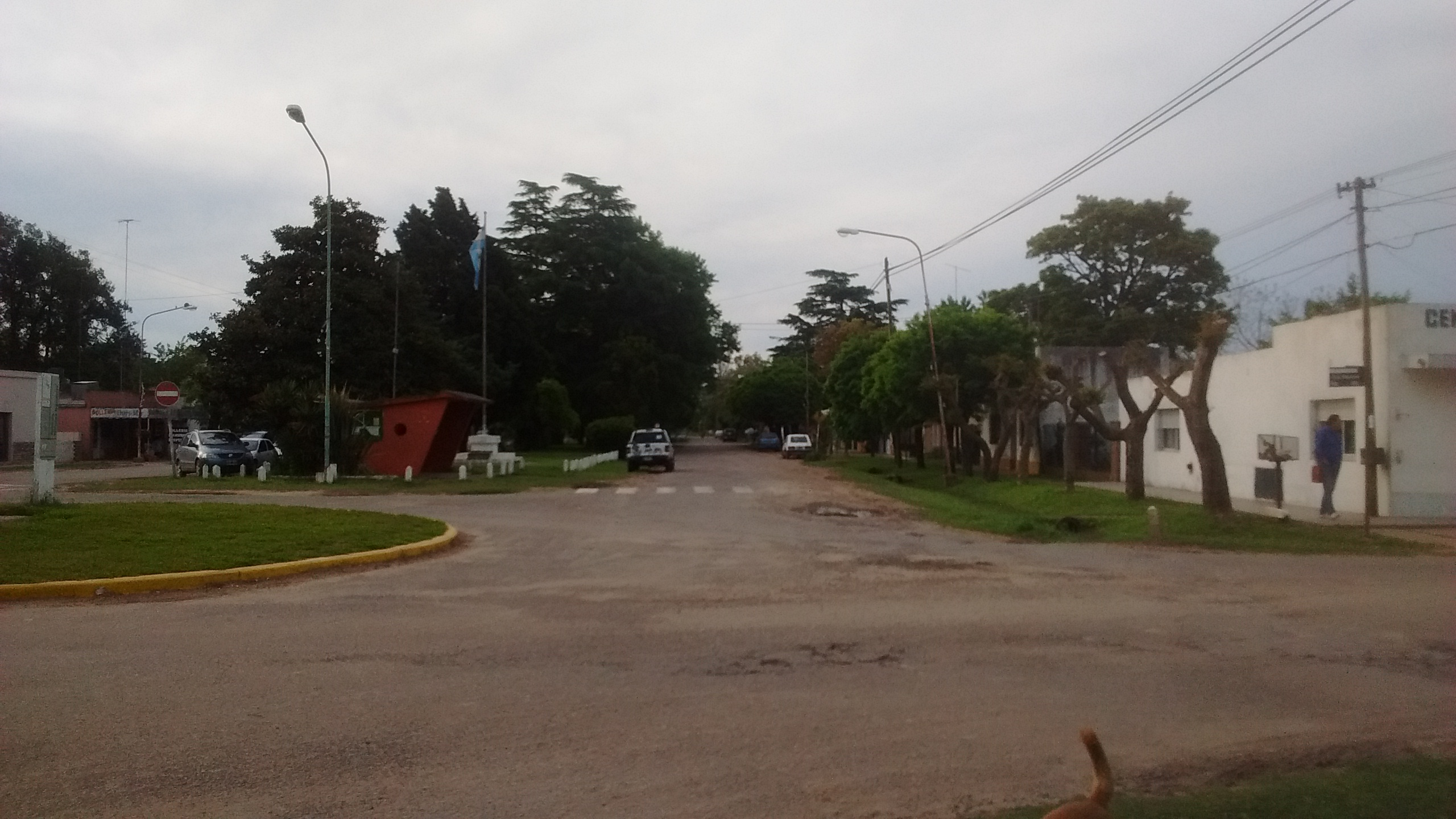
Calle principal

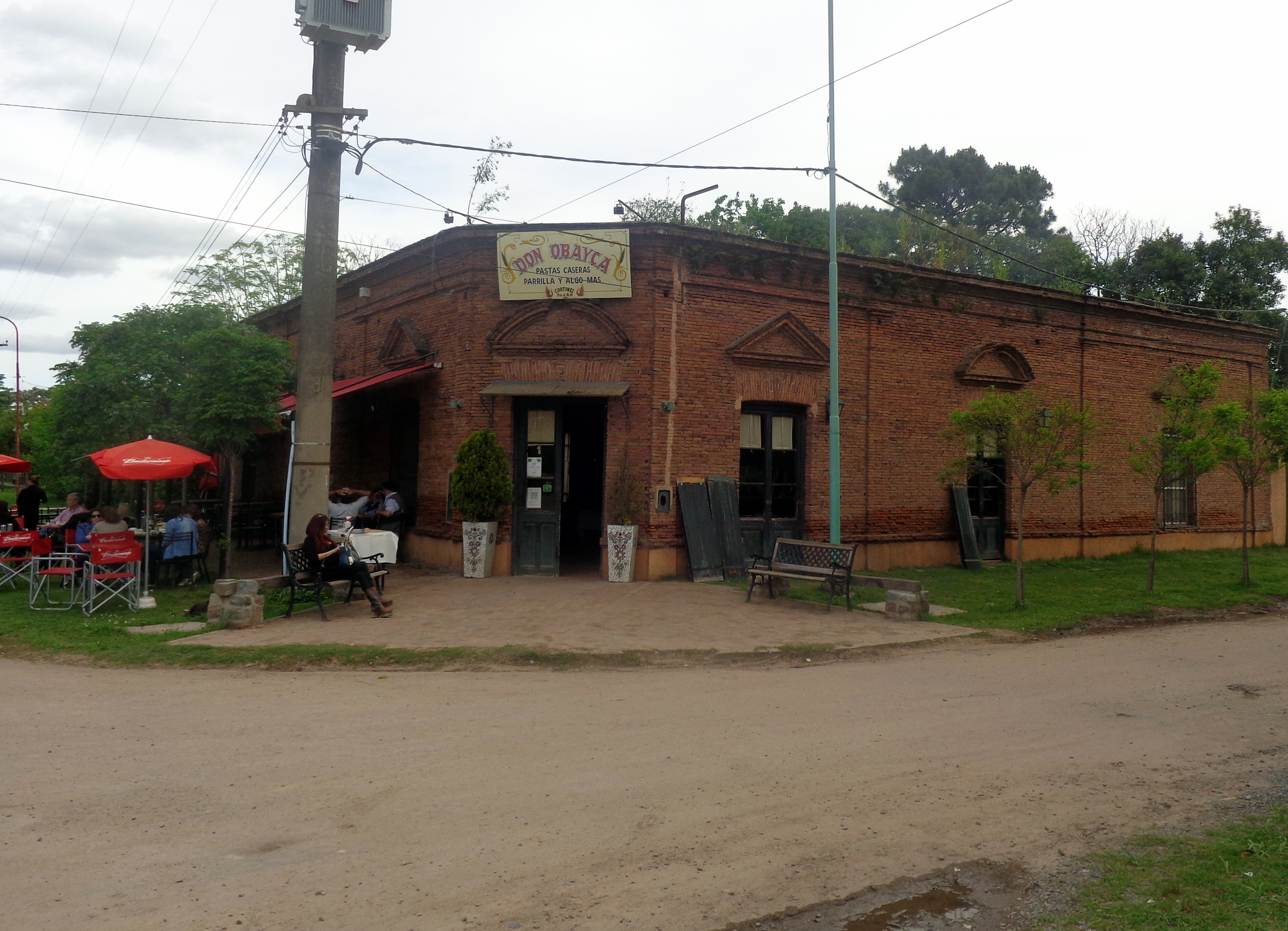
Restaurante Don Obayca.

Este pueblo guarda una gran incógnita con respecto a las dos versiones de su nombre, puesto que el cartel de la estación de trenes, indica que ha llegado a "Cortínes", pero todos los demás carteles indican que se trata de la localidad de “Cortínez”, siendo este último el nombre correcto.
La localidad de Cortínez fue bautizada bajo el nombre de Segundo Santiago Cortínez, conocido como Santiago Cortínez, un notable jurisconsulto y excelente economista, que nació en San Juan en 1831 y murió en Buenos Aires en 1886. Fue Juez, Diputado Nacional y colaboró en las presidencias de Bartolomé Mitre, Domingo Faustino Sarmiento, Nicolás Avellaneda y Julio Argentino Roca.

## Descripción
En cualquier época del año resulta atractivo visitar este pequeño pueblo bonaerense, pero ofrece especialmente en otoño un cálido matiz de colores de los frondosos árboles que coronan al bulevar Dr. Muñiz.
Su crecimiento urbano se desarrolló sobre la base de la estación, el bulevar y el camino de ingreso a la localidad. Sobre el bulevar se destaca la presencia de casas bajas de ladrillos con grandes ventanas y rejas, características del siglo XIX, sitios que hoy brindan servicio gastronómico como “restaurantes de campo”. También sobre este bulevar está la Escuela N.º 4, terminada el 20 de julio de 1947 y apadrinada por descendientes del Dr. Santiago Cortínez. Sobre la calle de ingreso al bulevar está ubicada la Iglesia del Santo Cristo, patrono del lugar, la cual se fundó el 6 de septiembre de 1964 conjuntamente con la Sala de Primeros Auxilios. Y en ese mismo año se instalaron las Hermanas Hijas de la Misericordia de la Tercera Orden de San Francisco, actualmente es noviciado y casa para ancianos.

## Desarrollo económico
La actividad económica del lugar durante el siglo XIX fue la producción de cereales y leche, pero a partir de mediados del siglo pasado se produce un importante desarrollo en la zona debido a la industria textil. En particular, en Cortínez, en diciembre de 1947 inicia sus actividades la fábrica “Fabril Linera” (propiedad de Don Julio Steverlynck) y una Hilandería de fibras de lino y estopa. En la actualidad, quedan únicamente telares particulares. En el año 1974, se instala una planta industrial de cerámicos, Cerámica Cortinez, ubicada sobre la Ruta Nacional 7. A comienzos de la década de 2000, la empresa de gaseosas Pritty S.A. instala en la localidad una planta de envasado.

## Sismicidad

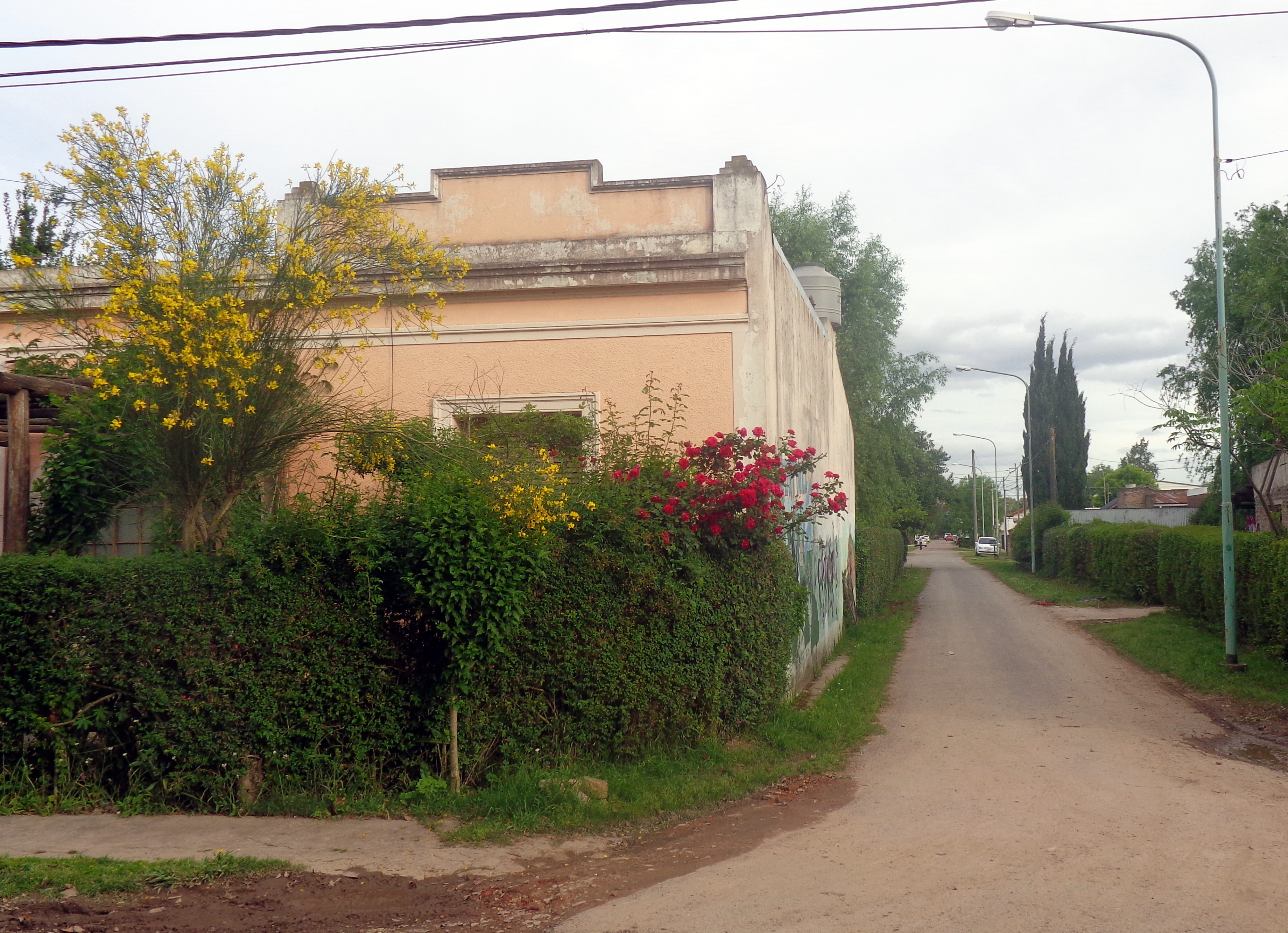
Casa cercana a la estación.

La región responde a las sub-fallas «del río Paraná», y «del río de la Plata», y a la falla de «Punta del Este», con sismicidad baja; y su última expresión se produjo el 5 de junio de 1888 (137 años), a las 3.20 UTC-3, con una magnitud aproximadamente de 5,0 en la escala de Richter (terremoto del Río de la Plata de 1888).
La Defensa Civil municipal debe advertir sobre escuchar y obedecer acerca de 
Área de
- Tormentas severas periódicas
- Baja sismicidad, con silencio sísmico de 137 años